# Fran Lebowitz
Frances Ann « Fran » Lebowitz, née le 27 octobre 1950 à Morristown (New Jersey), est une autrice et actrice américaine. Elle est considérée par certains journalistes comme une Dorothy Parker moderne.

## Biographie
Originaire d'une famille juive, elle a fréquenté l'école juive jusque l'âge de 15 ans, au Centre juif de Morristown. Elle se considère comme athée depuis l'âge de 7 ans.
Elle déménage à New York dans les années 1970, et exerce des emplois variés avant d'être recrutée par Andy Warhol pour son journal Interview, tenant la rubrique « I cover the waterfront ». Elle y travaille jusqu'en 1981, année où elle rejoint Mademoiselle. Elle publie ses deux premiers essais, Metropolitan Life (1978) et Social Studies (1981) pendant cette période. En 1995, elle publie un livre jeunesse Mr Chas & Lisa Meet the Panda, qui est son premier roman.
Par la suite, elle est confrontée à ce qu'elle a appelé le « writer's blockade » et commence la rédaction d'un roman, Exterior Signs of Wealth. Entre 2001 et 2007, elle joue un rôle récurrent dans la série New York, police judiciaire,.
Peu tournée vers la technologie, elle ne possède pas de téléphone portable mais reste au courant des informations en lisant les éditions du weekend du New York Times.
En 2007, elle est considérée par le magazine Vanity Fair comme l'une des femmes les mieux habillées de l'année. Elle est connue pour porter fréquemment une veste de costume sur une chemise, sa marque de fabrique.
En 2010, Martin Scorsese tourne un documentaire sur elle, Public Speaking, diffusé sur HBO cette même année. En 2021, il récidive avec Fran Lebowitz : Si c'était une ville... (Pretend It's a City), une mini-série sur Netflix.
Son nouvel ouvrage, prévu en 2004 pour Vanity Fair est annoncé pour octobre 2018 aux États-Unis. Début 2021, il n'est toujours pas publié. Fran Lebowitz connaît en effet un blocage à l'écriture, bien qu'étant une très grande lectrice. En mars 2022, les lecteurs francophones découvrent son ouvrage The Fran Lebowitz Reader sous le titre Pensez avant de parler, Lisez avant de penser (éditions Pauvert).
Fran Lebowitz est ouvertement lesbienne. Elle est une figure importante de l'intelligentsia new-yorkaise.

## Influence du Sida
Dans les années 1980, une grande partie de ses amis gays meurent du Sida. Lebowitz a décrit l'impact des années de cette pandémie sur la culture américaine. Elle a pointé le vide culturel laissé par la disparition d'une génération d'artistes et d'intellectuels talentueux, qui non seulement produisaient de l'art, mais faisaient partie du public qui soutenait cette culture. Elle explique dans une interview :

« What is culture without gay people? This is America, what is the culture? Not just New York. AIDS completely changed American culture... And with AIDS, a whole generation of gay men died practically all at once, within a couple of years. And especially the ones that I knew. The first people who died of AIDS were artists. They were also the most interesting people... The knowing audience also died and no longer exists in a real way... There's a huge gap in what people know, and there's no context for it anymore. (« Qu'est-ce que la culture sans les homosexuels ? Nous sommes en Amérique, quelle est la culture ? Pas seulement à New York. Le sida a complètement changé la culture américaine... Et avec le sida, toute une génération d'homosexuels est morte pratiquement d'un seul coup, en l'espace de quelques années. Surtout ceux que je connaissais. Les premiers à mourir du sida étaient des artistes. C'étaient aussi les personnes les plus intéressantes... Le public connaisseur est également mort et n'existe plus vraiment... Il y a un grand vide dans ce que les gens savent, et il n'y a plus de contexte pour cela. »). »

En 1987, Lebowitz publie un article dans le New York Times intitulé The Impact of AIDS on the Artistic Community (« L'impact du SIDA sur la communauté artistique »).

## Ouvrages
- (en) Metropolitan Life, Dutton, 1978, 177 p. (ISBN 978-0-525-15562-1)
- (en) Social Studies, Random House, 1981, 168 p. (ISBN 978-0-394-51245-7)
- (en) The Fran Lebowitz Reader, Vintage Books, 1994, 333 p. (ISBN 978-0-679-76180-8)
- (en) Mr. Chas and Lisa Meet the Pandas, Knopf, 1994, 60 p. (ISBN 978-0-679-86052-5)